# Brunsvigia namaquana
Brunsvigia namaquana là một loài thực vật có hoa trong họ Amaryllidaceae. Loài này được D.Müll.-Doblies & U.Müll.-Doblies mô tả khoa học đầu tiên năm 1994.